# الوجبة (أسلم)

تعديل مصدري - تعديل

الوجبة هي إحدى قرى عزلة أسلم الوسط بمديرية أسلم التابعة لمحافظة حجة، بلغ تعداد سكانها 148 نسمة حسب تعداد اليمن لعام 2004.